# Базиліка святого Адальберта
Базиліка святого Адальберта, також відома як Естергомська базиліка, офіційна назва Базиліка Внебовзяття Пресвятої Діви Марії і святого Адальберта (угор. Nagyboldogasszony és Szent Adalbert Prímási Főszékesegyház) — найголовніший та найбільший католицький храм Угорщини. Розташований у місті Естергом на півночі країни.

## Опис
Розміри базиліки становлять сто вісімнадцять метрів у довжину і сорок дев'ять метрів у ширину. Його центральний напівсферичний купол оточений 24 колонами та має 12 вікон, при цьому висота його досягає 71,5 м. Відстань від основи до купольної сфери становить 100 м, що робить храм найвищою будівлею Угорщини. Також займає 18 місце серед набільших церков світу. Від входу базиліки до оглядового балкону на куполі храму (в декілька етапів) можна нарахувати майже 400 сходин. Передній Тимпан тримають вісім колон по 22 м заввишки. Над головним входом знаходиться напис на латині: «CAPUT MATER ET MAGISTRA ECCLESIARUM HUNGARIAE», тобто «Мати та вчитель угорських церков». Базиліка знаходиться на одному з найвищих пагорбів Дунаю і це візуально збільшує її висоту. Відвідувачам з оглядового майданчика, який розташований під куполом, відкривається краєвид на околиці. Крипта собору, побудована в староєгипетському стилі, є місцем поховання видатних римо-католицьких релігійних діячів Угорщини.

## Історія
У період між 1001 і 1010 роками на місці базиліки була побудована перша церква, її творцем[джерело?] був король Стефан I Святий. Церква була побудована відразу після його коронації в Естергомі, він став першим християнським королем Угорщини. Освітлення храму було проведено на честь святого Адальберта Празького, який приїжджав з візитом до Угорщини, а в 997 році загинув у Пруссії, під час своєї чергової місії. Церква святого Альберта по праву вважається першою угорської християнською церквою.
Наступні два століття наклали серйозний відбиток на зовнішній вигляд церкви. Кінець дванадцятого століття ознаменований тим, що церква практично повністю була знищена пожежею, але потім була відновлена і навіть пережила монгольську навалу в Угорщину. У 1304 році Вацлавом III, ймовірний претендент на угорську корону, розграбував фортецю та церкву. Наступні роки собор відновлювався. У чотирнадцятому столітті було зведено нову будівлю собору святого Альберта. Архієпископи XIV—XV століть зробили церкву більш вишуканою та додали величезну бібліотеку — другу по значимості в країні. Під час турецької навали в 1543 році Естергом був завойований, при цьому собор практично повністю знищили. 1820 року єпархію було відроджено і архієпископ Шандор Руднай вирішив відновити статус Естергому як «матері церков угорсьских». Сучасний храм будували протягом тридцяти років, і до 1856 року базиліку освятили. Потім, протягом дванадцяти років, проводилися оздоблювальні роботи, які були остаточно завершені лише 1869 року. В церкві зберігаються останки святого мученика Марка Кризіна.

## Орган Естергомської базиліки
Орган було побудовано за проектом Людвіга Моосера і урочисто відкрито 31 серпня 1856 року. Він мав три ряди клавіш (мануалів) та 49 регістрів. Після того, як орган було закінчено, він функціонував відносно добре, але мав незначні труднощі з подачею повітря та деякі механічними дефекти. З часом його стан погіршувався, він був сильно пошкоджений у Першій світовій війні. Так, деякі його труби було вилучено для військових потреб. Їх було замінено 1924 року. Під час Другої світової війни, орган було настільки сильно зіпсовано, що його механізм довелося замінити на новий пневматичний конічний орган, який мав два ряди клівіш. Робота над органом триває і досі. З 1975 року незмінним органістом та хормейстром собору був Іштван Барот, аж до його смерті 2014 року. Інструмент складався з найбільших органних труб в Угорщині — до 10 м завдовжки. Найменші труби в ньому — лише по 7 мм. Якби проект було завершено, це був би найбвільший орган у Європі. На час свого будівництва у 1856 року, він був найбільшим в Угорщині зі своїми 49 регістрами, 3530 трубами та трьома рядами клавіш. Цього ж року, під час освячення базиліки Ференц Ліст виконав на органі свою Гранську месу, яку він написав з нагоди закінчення будівництва собору. В конструкції нинішнього органу збереглося кілька регістрів з того часу.

## Поховані у соборі
У крипті собору поховані:
- Кардинал Йожеф Міндсенті, активний діяч Угорської революції 1956 року.
- Кардинал Тамаш Бакоц
- Кардинал Дьордь Юстиніан Шереді
- Кардинал Шандор Руднай